# Centro de Investigação e Prevenção de Acidentes Aeronáuticos
O Centro de Investigação e Prevenção de Acidentes Aeronáuticos (CENIPA) é uma unidade da Força Aérea Brasileira responsável por investigar acidentes e incidentes de aviação no Brasil. Sua sede está localizada em Brasília.
As atividades realizadas pelo CENIPA estão previstas pelo Decreto nº 5.196, de 26 de agosto de 2004, que tem por finalidade planejar, gerenciar, controlar e executar as atividades relacionadas com a prevenção e investigação de acidentes aeronáuticos no Brasil.
O CENIPA é o editor da revista Conexão Sipaer, um periódico científico direcionado a segurança da aviação.

## Histórico
- 1951 - É criado o Sistema de Investigação e Prevenção de Acidentes Aeronáuticos (SIPAER);
- 1971 - É criado o CENIPA, com a função de atuar como órgão central do SIPAER;
- 1996 - Investigação do acidente envolvendo a aeronave PT-LSD dos Mamonas Assassinas, conduzida por uma CIAA;
- 1996 - Investigação do acidente com o TAM 402, conduzida por uma CIAA;
- 2006 - Investigação do acidente envolvendo o GOL 1907 e o Legacy N600XL, conduzida por uma CIAA;
- 2007 - Foram criados os Serviços Regionais de Investigação e Prevenção de Acidentes Aeronáuticos (SERIPA);
- 2007 - Investigação do acidente com o TAM 3054, conduzida por uma CIAA;
- 2014 - Investigação do acidente com o CESSNA CITATION 560 XLS+, conduzida por uma CIAA;
- 2013 - CENIPA cria o sistema central de reportes sobre Risco da Fauna na Aviação;
- 2014 - CENIPA é a primeira Organização Militar Brasileira a publicar uma base de dados[2] em padrão aberto, denominado projeto Opendata AIG Brazil[3];
- 2017 - CENIPA disponibiliza ao público o Painel SIPAER[4], A ferramenta disponibiliza publicamente informações históricas sobre as ocorrências aeronáuticas no padrão de business intelligence;
- 2024 - Investigação do acidente com o Voo Voepass 2283[5][6][7].

Uma biografia completa do CENIPA foi publicada em 2011 na revista Conexão SIPAER.

### Formação e Aperfeiçoamento
O CENIPA oferta anualmente, cerca de 20 cursos, presenciais e a distância. Os cursos são gratuitos, destinados aos profissionais que trabalham na área aeronáutica e são voltados principalmente para a área de prevenção de acidentes aeronáuticos nas áreas de tráfego aéreo, aeroportos, fatores humanos, fatores materiais e manutenção de aeronaves. Há ainda um curso voltado exclusivamente para a formação de investigadores para o SIPAER.

### Laboratório de destroços
O CENIPA possui um Laboratório de Destroços, espaço que contém peças de aeronaves acidentadas e que é utilizado pela Divisão de Formação e Aperfeiçoamento (DFA) para treinamento nos cursos de segurança de voo e de formação de investigadores de acidentes aeronáuticos

### Laboratório de Leitura e Análise de Dados de Gravadores de Voo (LabData)
É responsável pela leitura e interpretação de áudio e dados contidos na memória das caixas-pretas – como são chamados popularmente os gravadores de voo (CVR, FDR ou Comb). Essas informações são usadas na investigação de acidentes e incidentes aeronáuticos, aplicada na prevenção.

### Programas para Prevenção de Acidentes Aeronáuticos
Atualmente o CENIPA mantém três importantes programas rotineiros de gerenciamento para prevenção de acidentes aeronáuticos. 
a) Risco Baloeiro; 
b) Risco da Fauna e;
c) Risco de Emissões de Raio Laser.
Além disso, são realizadas atividades educativas e promocionais com foco na conscientização da comunidade aeronáutica sobre os riscos do voo. Para isso, são realizadas anualmente cerca de 122 ações de prevenção, mantidas com recursos do Fundo SIPAER. São palestras, cursos, seminários, congressos, vistorias, reuniões e outras atividades que visam a disseminação da filosofia SIPAER no meio aeronáutico.

### Serviços Regionais de Investigação e Prevenção de Acidentes
Os Serviços Regionais de Investigação e Prevenção de Acidentes (SERIPA) são organizações regionais que realizam a investigação de acidentes e incidentes em respectivas áreas do país. Os SERIPAS são estruturados na seguinte forma:
SERIPA 1 [ Belém-PA ] - Abrange os Estados do Pará, Maranhão e Amapá;
SERIPA 2 [ Recife-PE ] - Abrange os Estados do Piauí, Ceará, Rio Grande do Norte, Paraíba, Pernambuco, Alagoas, Sergipe e Bahia;
SERIPA 3 [ Rio de Janeiro-RJ ] - Abrange os Estados de Minas Gerais, Rio de Janeiro e Espírito Santo;
SERIPA 4 [ São Paulo-SP ] - Abrange os Estados de São Paulo e Mato Grosso do Sul;
SERIPA 5 [ Canoas-RS ] - Abrange os Estados do Rio Grande do Sul, Paraná e Santa Catarina;
SERIPA 6 [ Brasília-DF ] - Abrange os Estados do Tocantins, Goiás, Mato Grosso e Distrito Federal;
SERIPA 7 [ Manaus-AM ] - Abrange os Estados do Amazonas, Rondônia, Acre e Roraima.

### Disponibilização de Informações
O CENIPA disponibiliza as seguintes informações:
1 - Recomendações de Segurança
2 - Relatórios de Investigação
3 - Notificações Recebidas
4 - Divulgações Operacionais
5 - Relatórios Estatísticos
6 - Gráficos Interativos